# Österreichische Sicherheitsstrategie
Die Österreichische Sicherheitsstrategie (ÖSS) ist das zentrale nationale sicherheitspolitische Dokument der Republik Österreichs.
In diesem Dokument werden die wichtigsten Sicherheitsinteressen Österreichs dargelegt und Pläne zur Bewältigung der davon abgeleiteten Risiken skizziert.

## Österreichische Sicherheitsstrategie 2013
Die derzeit gültige „Österreichische Sicherheitsstrategie. Sicherheit in einer neuen Dekade – Sicherheit gestalten“ wurde am 3. Juli 2013 durch den österreichischen Nationalrat beschlossen.
Aktuelle und absehbare Rahmenbedingungen für die Sicherheit Österreichs und der Europäischen Union unterscheiden sich grundlegend von jenen in der zweiten Hälfte des 20. Jahrhunderts. Die Folgen des früheren Ost-West-Konflikts bestimmen nicht mehr wie bisher die sicherheitspolitische Agenda. Daher und aufgrund des gesamteuropäischen Prozesses der Integration und Zusammenarbeit haben die europäischen Staaten erstmals in der Geschichte die Chance auf eine selbstbestimmte, dauerhafte gemeinsame Zukunft in einem Raum des Friedens, der Freiheit, der Sicherheit und des Rechts.
Die Österreichische Sicherheitsstrategie 2013 umfasst alle Maßnahmen auf nationaler, europäischer und internationaler Ebene
- zur aktiven Gestaltung einer für Österreich und seine Bevölkerung sowie die Europäische Union (EU) insgesamt vorteilhaften sicherheitsrelevanten Situation
- zur Verhinderung des Entstehens oder Wirksamwerdens von Bedrohungen
- zum Schutz gegenüber Bedrohungen bzw. zu deren Bewältigung

### Inhalte
- Die Österreichische Sicherheitslage
  - Umfeldanalyse (Entwicklungen, Herausforderungen, Gestaltungsmöglichkeiten)
- Das österreichische Sicherheitskonzept in der neuen Dekade
  - Sicherheitspolitische Werte, Interessen und Ziele
  - Sicherheitspolitik auf nationaler Ebene
  - Die österreichische Sicherheitspolitik im Rahmen der EU
  - Die österreichische Sicherheitspolitik im internationalen Rahmen
- Entschließung des Nationalrates mit Grundsätzen für die Umsetzung
  - Allgemeine Empfehlungen
  - Innere Sicherheit
  - Außenpolitische Aspekte der Sicherheitspolitik
  - Verteidigungspolitik

### Weiterentwicklung
Innerhalb der darauffolgenden zehn Jahre haben sich die nationale, europäische und internationale Sicherheitsarchitektur sowie die geopolitischen Verhältnisse tiefgreifend verändert. Vor diesem Hintergrund hat die österreichische Bundesregierung am 12. April 2023 beschlossen eine Weiterentwicklung der österreichischen Sicherheitsstrategie einzuleiten.
Basierend auf einem umfassenden Sicherheitsverständnis sollten insbesondere Wechselwirkungen zwischen verschiedenen Politikfeldern, wie etwa Finanz- und Wirtschaftspolitik, Klima- und Energiepolitik oder Menschenrechts- und Gleichstellungspolitik, Außenpolitik sowie Bildungspolitik, mit der Sicherheitspolitik im engeren Sinne berücksichtigt werden.

## Österreichische Sicherheitsstrategie 2024
Am 28. August 2024 hat die österreichische Bundesregierung eine neue nationale Sicherheitsstrategie 2024 beschlossen.
Die neue Österreichische Sicherheitsstrategie 2024 folgt einem umfassenden Sicherheitsbegriff, der mehr als konventionelle Themen der inneren und äußeren Sicherheit umfasst. Sie befasst sich mit den Grundlagen der österreichischen Sicherheitspolitik, mit einer Umfeldanalyse zur strategischen Lage Österreichs und davon abgeleiteten Interessen und Zielen. Zur Umsetzung der Ziele werden die entsprechenden sicherheitspolitischen Handlungsfelder dargestellt.

### Ziele
- Sicherstellung des Schutzes der österreichischen Bevölkerung im Sinne eines umfassenden Sicherheitsverständnisses
- Schutz der rechtsstaatlich-demokratischen Verfassungsordnung samt den Grund- und Freiheitsrechten
- Gewährleistung der Souveränität, territorialen Integrität und der Handlungsfreiheit Österreichs
- Sicherstellung von sozialem Frieden und Zusammenhalt in Österreich
- Klimaschutz zur Vorbeugung gegen die Folgen des Klimawandels und der Erderhitzung
- Beitrag zur Gewährleistung von Sicherheit und Stabilität in der EU nach innen und außen
- Stärkung der regelbasierten internationalen Ordnung basierend auf gegenseitigem Vertrauen und Förderung eines wirksamen Multilateralismus
- Leistung von Beiträgen zu Frieden und Sicherheit[3]

### Inhalte
- Grundlagen der österreichischen Sicherheitspolitik
- Umfeldanalyse – Österreichs strategische Lage
- Interessen, Ziele und Prioritäten Österreichs in einem veränderten Umfeld
- Sicherheitspolitische Handlungsfelder und Chancen für Österreich
- Umsetzung[4]

### Weiteres Vorgehen
Die vorliegende Sicherheitsstrategie 2024 wurde am 28. August 2024 durch die Bundesregierung, im Ministerrat per Umlaufbeschluss, also auf schriftlichem Weg, beschlossen. Zur weiteren Behandlung und Beschlussfassung durch den Nationalrat wird sie an das Parlament weitergeleitet.